# Eau de Lourdes
Ne doit pas être confondu avec Eau lourde.

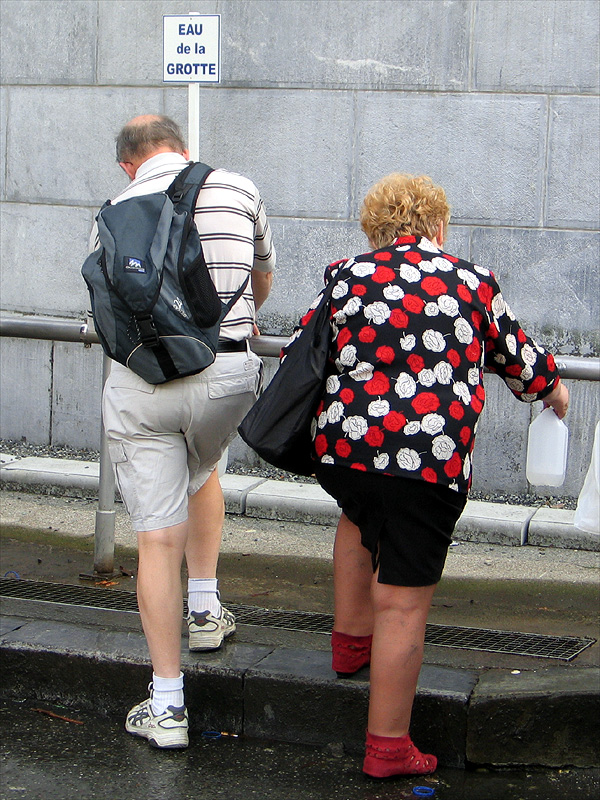
Pèlerins remplissant des bouteilles d'eau de Lourdes.

L'eau de Lourdes provient d'une source dégagée par Bernadette Soubirous dans la grotte de Massabielle le 25 février 1858, dans le cadre des apparitions de Lourdes. Bernadette Soubirous a déclaré que la Dame qu'elle voyait lui a dit : « Venez boire à la fontaine et vous y laver ». Depuis, les pèlerins boivent cette eau ou s'y baignent aux piscines (grande baignoire dans laquelle le patient est immergé brièvement dans l'eau non chauffée, donc à 13°C en moyenne). 
Cette eau, réputée miraculeuse, est en libre disposition dans les espaces du sanctuaire. Mais des commerçants vendent en ville des bouteilles pour rapporter de l'eau de Lourdes, et un commerce d'autres souvenirs très divers s'est développé jusque dans les épiceries.
L'eau de Lourdes est un moyen par lequel des guérisons miraculeuses reconnues par l'Église catholique surviennent, que ce soit après un bain ou après en avoir bu.

## Les 70 guérisons miraculeuses reconnues par l'Église catholique
De très nombreuses personnes affirment avoir été guéries à Lourdes. En 1884, l'Église catholique a mis en place une structure, appelée « Bureau des constatations médicales », pour examiner les déclarations.
Le processus d'authentification passe par trois grandes étapes :
- Examen par le Bureau médical de Lourdes ;
- Transfert au Bureau médical international ;
- Investigation par le diocèse d'origine de la personne guérie.

Le diocèse d'origine de la personne guérie statue sur l'état de miracle. Le sens à donner à la guérison est alors le guide principal de l'évêque concerné (il doit s'agir d'un « signe de Dieu » et non d'une simple guérison).
69 guérisons ont, à ce jour, reçu le statut de « guérison miraculeuse » après un processus qui peut s'étaler sur plusieurs années.

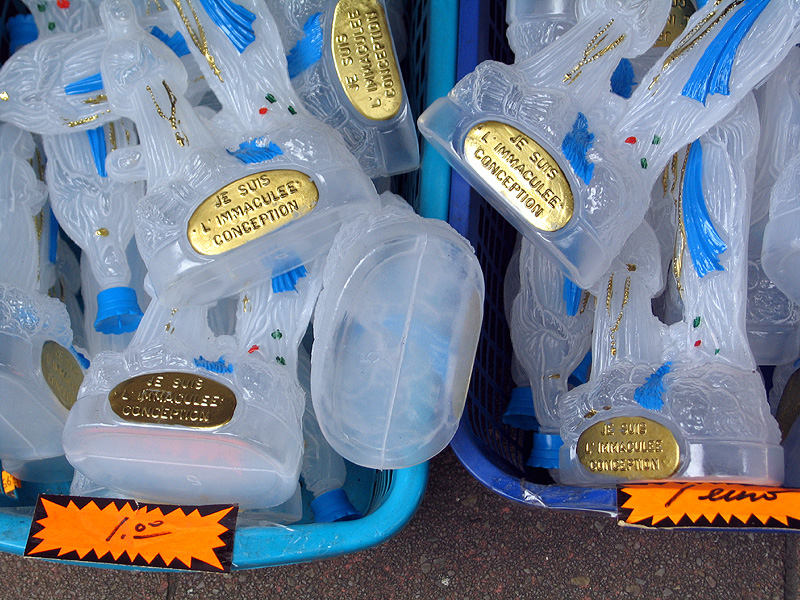
Récipients destinés à recueillir l'eau de la grotte

La bénédiction solennelle par les prêtres et les évêques est un des rites les plus attendus par les pèlerins. Certains malades auraient guéri à ce moment précis, d'autres en buvant de l'eau de la source, en priant à la grotte ou, le plus souvent, après s'être baignés dans la piscine.

## Examen scientifique
Dès le mois de mars 1858, certaines guérisons subites sont authentifiées par des médecins. Le docteur Dozous sera convaincu de la réalité des apparitions après avoir constaté la guérison instantanée d'un de ses patients, Louis Bouriette, victime d'une perte de vision de l'œil droit à la suite d'un accident de travail.
En 1884, le Dr Dunot de Saint-Maclou fonde le « bureau des constatations » (qui deviendra le Bureau Médical de Lourdes en 1946). Ce bureau est ouvert à tous les médecins (qui peuvent participer aux travaux même s'ils ne sont pas croyants) et n'a qu'un seul membre permanent : son président, nommé par l'évêque de Tarbes.
En 1947 est créée une deuxième instance de contrôle : le Comité Médical International de Lourdes, composé d'une trentaine de médecins spécialistes, de différentes nationalités, qui ne se réunissent qu'une fois par an.
Lorsque des dossiers de guérisons jugées inexplicables sont transmis aux autorités religieuses, une commission canonique créée par l'évêque concerné, et secondée par une commission médicale diocésaine, sera chargée d'enquêter (examen de l'état physique et spirituel de la personne guérie, de ses motivations et de son comportement ; interrogation de ses proches et de ses médecins traitants, etc.), pour se prononcer sur le caractère miraculeux de la guérison. Il appartient ensuite à l'évêque de proclamer ou non le miracle.
Les critères de base examinés par le Bureau des constatations médicales sont :
- La maladie doit avoir été elle-même authentifiée et le diagnostic confirmé préalablement à la guérison supposée.
- Le pronostic doit être totalement clair pour les médecins (y compris quand il s'agit de lésions à caractère permanent ou d'un pronostic de décès).
- La guérison doit être complète, immédiate, sans convalescence, définitive et sans rechute.
- Aucun des traitements ne peut être considéré comme la cause de la guérison, ni y avoir contribué.

Ces critères stricts éliminent rapidement la grande majorité des déclarations avant même examen par les autorités religieuses comme le montrent les dossiers conservés au bureau médical et librement accessibles.
Le Dr Pilon, président du Bureau médical entre 1990 et 1997, estimait que sur plus de 6000 guérisons signalées (depuis la création du Bureau des constatations), environ 2000 pouvaient être considérées comme extraordinaires. Mais en fin de compte, il y a eu presque dix fois moins de guérisons déclarées « inexplicables » par le Bureau. Cette différence s'explique par les procédures et les critères stricts du Bureau médical. En effet, les maladies fonctionnelles (sans lésion visible) et les maladies psychiatriques sont systématiquement écartées. En outre, les personnes guéries doivent accepter de se soumettre aux longues procédures de contrôle (ce qui implique notamment d'avoir un dossier médical complet, et de subir de nombreux examens, parfois à plusieurs années d'intervalles), et leur guérison ne doit pas pouvoir s'expliquer par des causes naturelles.

## Statistiques officielles de l'Église catholique
Chronologie : les dates mentionnées sont celles où la guérison a été reconnue officiellement.
La moitié des miracles ont été reconnus au cours de six années successives sous le pontificat de Pie X, lequel précisa en 1905 les conditions du procès canonique à tenir dans chaque curie diocésaine. Le bureau des constatations médicales, fondé en 1884 par le docteur Dunot de Saint-Maclou, est quant à lui chargé d'informer les autorités ecclésiastiques sur les guérisons qui lui semblent médicalement inexplicables, l'Église se prononçant sur la qualité miraculeuse de celles-ci.
Les guérisons par périodes (chiffres officiels de l'Église catholique) :
- 1858-1870 : 7
- 1908-1913 : 33 (sous Pie X)
- 1946-1965 : 22
- 1976-1978 : 2
- 1989 : 1
- 1999 : 1
- 2005 : 1
- 2011 : 1

Répartition par pontificat de la reconnaissance du miracle :
- Pie IX : les 7 guérisons de 1858 reconnues en 1862 par l'évêque de Tarbes. Aucune guérison reconnue par la suite.
- Pie X : 33
- Pie XII : 15
- Jean XXIII : 5
- Paul VI : 4
- Jean-Paul II : 2
- Benoît XVI : 2

Répartition par pays d'origine du miraculé :
| Pays      | Nombre de guérisons |
| --------- | ------------------- |
| France    | 56                  |
| Italie    | 6                   |
| Belgique  | 3                   |
| Allemagne | 1                   |
| Autriche  | 1                   |
| Suisse    | 1                   |

Répartition par sexe : 
| Sexe   | Nombre de guérisons |
| ------ | ------------------- |
| Hommes | 13                  |
| Femmes | 55                  |

## Évolution
On peut remarquer que le nombre de miracles reconnus par l'Église catholique à Lourdes a sensiblement baissé par rapport à ce qu'il était au début du XXe siècle. Sans certitude dans ce domaine, on peut apporter quelques observations qui pourraient l'expliquer au moins en partie :
- Le critère de l'absence de traitement, vieux de plusieurs siècles, est actuellement rarement satisfait avec la généralisation des thérapies.
- Certaines pathologies considérées comme impossibles à guérir ont aujourd'hui des traitements au moins partiellement efficaces.
- L'Église est probablement devenue un peu plus critique au sujet des miracles qu'à d'autres époques[réf. nécessaire].
- Des guérisons autrefois inexplicables sont scientifiquement explicables aujourd'hui.
- Les pèlerins viennent davantage chercher une « guérison intérieure » qu'une guérison physique (évolution des opinions et de la foi en Europe occidentale).

Monseigneur Jacques Perrier, évêque de Tarbes et Lourdes, a résumé le 17 mars 2003 l'avis de sa hiérarchie :

« L’attitude actuelle des médecins est très respectueuse du magistère de l’Église. Comme chrétiens, ils savent que le miracle est un signe d’ordre spirituel. Ils ne veulent pas s’en faire les juges. De plus, pour un esprit moderne, il est difficile de dire, à propos de quelque réalité que ce soit, qu’elle est inexplicable. On peut seulement dire que, jusqu’ici, elle est inexpliquée. »